# قلعه کربلایی محمدعلی
قلعه کربلایی محمدعلی، روستایی به نام بن رود از توابع بخش ارژن شهرستان شیراز در استان فارس ایران است. فاصله این روستا تا مرکز استان حدود ۶۷ کیلومتر و تا روستای بعدی که مختارآباد بن رود نام دارد حدود سه کیلومتر می‌باشد. 

## جمعیت
این روستا در دهستان دشت ارژن قرار دارد و براساس سرشماری مرکز آمار ایران در سال ۱۳۸۵، جمعیت آن ۳۲ نفر (۱۰خانوار) بوده‌است.